# ADO in het seizoen 1957/58
Het seizoen 1957/1958 was het vierde jaar in het bestaan van de Haagse betaaldvoetbalclub ADO. De club kwam uit in de Eredivisie en eindigde daarin op de zesde plaats. Tevens deed de club mee aan het toernooi om de KNVB Beker, hierin werd in de derde ronde verloren van 't Gooi (0–1).

## Wedstrijdstatistieken

### Eredivisie
|       | Ajax  | Amsterdam | Blauw-Wit | BVV   | DOS   | Elinkwijk | Sportclub Enschede | Feijenoord | Fortuna '54 | GVAV  | MVV   | NAC   | NOAD  | PSV   | Rapid JC | Sparta | VVV   |
| ----- | ----- | --------- | --------- | ----- | ----- | --------- | ------------------ | ---------- | ----------- | ----- | ----- | ----- | ----- | ----- | -------- | ------ | ----- |
| Thuis | 3 – 1 | 3 – 3     | 1 – 0     | 0 – 1 | 6 – 2 | 1 – 0     | 2 – 4              | 6 – 3      | 1 – 2       | 1 – 1 | 0 – 1 | 5 – 0 | 0 – 4 | 2 – 0 | 2 – 1    | 3 – 3  | 1 – 0 |
| Uit   | 1 – 1 | 2 – 1     | 3 – 2     | 2 – 4 | 4 – 2 | 1 – 4     | 4 – 3              | 0 – 1      | 2 – 1       | 3 – 2 | 1 – 0 | 0 – 0 | 2 – 3 | 1 – 1 | 0 – 4    | 2 – 2  | 2 – 0 |

### KNVB Beker
| 1e ronde                                                   | Sliedrecht                                          | 0 – 5 (0 – 2) | ADO                                                                          |
| 26 december 1957 Plaats: Sliedrecht Sportpark De Lockhorst |                                                     |               | 30', 34' Theo Timmermans 57' Lex Rijnvis 75' Carol Schuurman 79' Mick Clavan |
| 2e ronde                                                   | ADO                                                 | 3 – 1 (1 – 0) | EDO                                                                          |
| 16 februari 1958 Plaats: Den Haag Zuiderparkstadion        | Mick Clavan 10' Lex Rijnvis 79' Theo Timmermans 89' |               | 52' Henk Belfroid                                                            |
| 3e ronde                                                   | 't Gooi                                             | 1 – 0 (0 – 0) | ADO                                                                          |
| 21 mei 1958 Plaats: Hilversum Gemeentelijk Sportpark       | Cees van Wilpen 66'                                 |               |                                                                              |

## Statistieken ADO 1957/1958

### Eindstand ADO in de Nederlandse Eredivisie 1957 / 1958
| Stand | Gespeeld | Gewonnen | Gelijk | Verloren | Punten | Doelpunten voor | Doelpunten tegen |
| ----- | -------- | -------- | ------ | -------- | ------ | --------------- | ---------------- |
| 6e    | 34       | 14       | 7      | 13       | 35     | 68              | 56               |

### Topscorers
| #                 | Naam              | Goal |
| ----------------- | ----------------- | ---- |
| 1.                | Carol Schuurman   | 24   |
| 2.                | Lex Rijnvis       | 18   |
| 3.                | Mick Clavan       | 6    |
| 3.                | Theo Timmermans   | 6    |
| 5.                | Henny den Engelse | 4    |
| 6.                | Roel Timmer       | 3    |
| 6.                | Harry Vreken      | 3    |
| 8.                | Guus Haak         | 2    |
| 9.                | Wim Timmermans    | 1    |
| Onbekend doelpunt |                   |      |
| –                 | Onbekend          | 1    |
| Totaal            | Totaal            | 68   |

| #      | Naam            | Goal |
| ------ | --------------- | ---- |
| 1.     | Theo Timmermans | 3    |
| 2.     | Mick Clavan     | 2    |
| 2.     | Lex Rijnvis     | 2    |
| 4.     | Carol Schuurman | 1    |
| Totaal | Totaal          | 8    |

## Voetnoten
ADO ·
Ajax ·
Amsterdam ·
Blauw-Wit ·
BVV ·
DOS ·
Elinkwijk ·
Sportclub Enschede ·
Feijenoord ·
Fortuna '54 ·
GVAV ·
MVV ·
NAC ·
NOAD ·
PSV ·
Rapid JC ·
Sparta ·
VVV